# Fardeen Khan
Fardeen Khan (Bombay, 8 maart 1974) is een Indiase acteur van Pathaans-Afghaanse afkomst die voornamelijk in Hindi films speelt.

## Biografie
Khan is de zoon van Feroz Khan. Hij is de neef van Suzanne Khan en acteur Zayed Khan. Hij werd opgeleid aan Jamnabai Narsee in Juhu. Verder studeerde hij ook Management Business aan de Universiteit van Massachusetts. Na zijn terugkeer in India volgde hij acteerlessen aan de Kishore Namit Kapoor Acting Institute en maakte zijn debuut in 1998 met Prem Aggan. Hij was voor het laatst in 2012 te zien in 1 aflevering van de televisieserie Upanishad Ganga. Na een pauze van 11 jaar maakt Khan maakt zijn terugkeer in films met Visfot (2022).
Khan is getrouwd met Natasha Madhwani (dochter van actrice Mumtaz). Het huwelijk vond plaats op Amby Valley, India, in december 2005.

## Filmografie

### Films
| Jaar | Film                          | Rol              | Notitie      |
| ---- | ----------------------------- | ---------------- | ------------ |
| 1998 | Prem Aggan                    | Suraj Singh      |              |
| 2000 | Jungle                        | Siddharth Mishra |              |
| 2001 | Pyaar Tune Kya Kiya           | Jai              |              |
| 2001 | Love Ke Liye Kuch Bhi Karega  | Rahul Kapoor     |              |
| 2001 | Hum Ho Gaye Aapke             | Rishi Oberoi     |              |
| 2002 | Kitne Door Kitne Paas         | Jatin            |              |
| 2002 | Kuch Tum Kaho Kuch Hum Kahein | Abhayendra Singh |              |
| 2002 | Om Jai Jagadish               | Jai Batra        |              |
| 2003 | Khushi                        | Karan Roy        |              |
| 2003 | Bhoot                         | Sanjay Thakkar   |              |
| 2003 | Janasheen                     | Lucky Kapoor     |              |
| 2004 | Dev                           | Farhaan Ali      |              |
| 2004 | Fida                          | Vikram Singh     |              |
| 2005 | No Entry                      | Shekhar 'Sunny'  |              |
| 2005 | Shaadi No. 1                  | Raj Mittal       |              |
| 2005 | Ek Khiladi Ek Haseena         | Arjun Verma      |              |
| 2006 | Pyare Mohan                   | Pyare            |              |
| 2006 | Aryan                         | Sameer           | gastoptreden |
| 2007 | Just Married                  | Abhay Sachdeva   |              |
| 2007 | Heyy Babyy                    | Ali Haider       |              |
| 2007 | Darling                       | Aditya Soman     |              |
| 2009 | Jai Veeru                     | Jai              |              |
| 2009 | Life Partner                  | Karan Malhotra   |              |
| 2009 | Acid Factory                  | Romeo            |              |
| 2009 | All the Best: Fun Begins      | Veer Kapoor      |              |
| 2010 | Dulha Mil Gaya                | Tej Dhanraj      |              |
| 2024 | Khel Khel Mein                | Kabir Deshmukh   |              |
| 2024 | Visfot                        | Shoaib Khan      |              |
| 2025 | Housefull 5                   | Dev Dobriyal     |              |

### Webseries
| Jaar | Serie      | Rol           | Platform |
| ---- | ---------- | ------------- | -------- |
| 2023 | Heeramandi | Wali Muhammad | Netflix  |

- Bibliothèque nationale de France: cb162619636 (data)
- Gemeinsame Normdatei: 138759758
- International Standard Name Identifier: 0000 0001 1472 5350
- Library of Congress Control Number: no2008046357
- Nationale bibliotheek van Australië: 40524602
- Trove: 1447697
- Virtual International Authority File: 51495096
- WorldCat: E39PBJrmbG6W6vMbXKR3mMJv73